# 六分儀座U
六分儀座U，又名BD-19 5047，HD 170764、SAO 161571、HR 6947，是六分儀座的一颗恒星，视星等为6.68，位于銀經13.71，銀緯-4.46，其B1900.0坐标为赤經18h 25m 59.9s，赤緯-19° -4.46′ 42″。